# Arkose

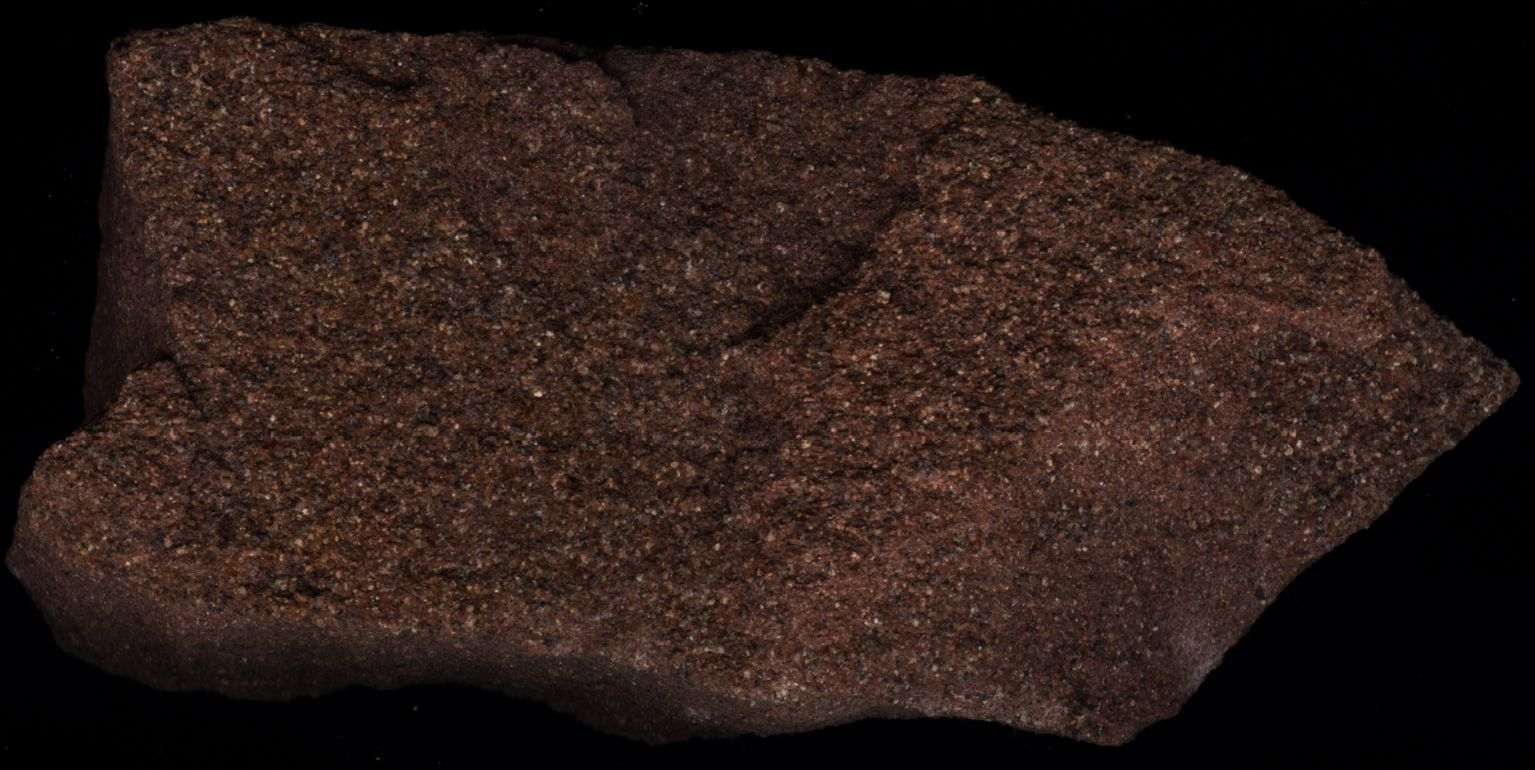
Relativ dunkle Arkose; Fundort: Bebertal in Sachsen-Anhalt; Alter: Oberkarbon; Länge des Handstückes: ca. 6 cm

Arkose bezeichnet eine Klasse von Sandsteinen, die sich durch einen hohen Gehalt an Feldspat auszeichnet.

## Zusammensetzung
Auffälligstes Merkmal der Arkosen ist ihr hoher Gehalt an Feldspäten, der gewöhnlich 25 % übersteigt. Allerdings ist auch bei Arkosen der Quarz meistens das häufigste Mineral. Neben Quarz enthalten Arkosen noch Gesteins- und Mineralfragmente mit wechselnden Gehalten und führen meist Kaolinit als Verwitterungsrückstand der Feldspäte.

## Entstehung
Das Ausgangsgestein von Arkosen ist meist ein feldspatführendes Gestein wie Granit, welches der Verwitterung und Erosion ausgesetzt wurde. Anschließend folgte der Transport und die Sedimentation der Körner. Bei einem normalen Sandstein wandeln sich in den meisten Fällen auf Grund der chemischen Verwitterung und der Abnutzung der Körner während des Transports die relativ verwitterungsanfälligen Feldspäte in Tonminerale um. Entscheidend für einen nennenswerten Erhalt von Feldspat und damit für die Bildung von Arkosen sind daher ein kurzer Transportweg, eine hohe Akkumulationsrate, ein niedriger Grad an chemischer Verwitterung und ein hoher Feldspatgehalt des Ausgangsgesteins.
Neben dem hohen Feldspatanteil deuten die oft nur mäßige Sortierung und die häufig schlechte Rundung der Körner in Arkosen auf kurze Transportwege hin. Rippelmarken und Schrägschichtungen lassen auf Flüsse als Transport- und Ablagerungssystem schließen. Der geringe Fossiliengehalt ist typisch für eine kontinentale (festländische) Ablagerung und ein arides Klima, was eine langsame chemische Verwitterung der Feldspäte begünstigt.
Die Kombination dieser Charakteristika ist oft in kontinentalen Riftzonen, in intramontanen Becken oder in Vorlandbecken zu finden.

## Weitere Eigenschaften
Arkosen verwittern in gräulichem und oft rötlichem Farbton. Die Bestandteile tendieren zu groben Korngrößen (0,5–2 mm), die genau wie ihr Ausgangsgestein nur mäßig sortiert auftreten. Die Zementation der Körner geschieht meist durch Kalzit, seltener durch Eisenoxide oder Silikate. Der Anteil der Matrix liegt unter 15 %.

## Beispiele
- Mutitjulu-Arkose des Uluṟu (früher „Ayers Rock“), Ediacarium/Kambrium, Northern Territory, Australien
- Sandsteine der Fountain-Formation, Oberkarbon, Colorado, USA
- Fulmar-Sandstein, Zentrale-Nordsee-Riftsystem, Oberjura
- Tertiäre Sandsteine der Rheingrabenschultern, z. B. Schwarzwald/Vogesen